# ولاية نوخوشيشو
ولاية نوخوشيشو، بالروسية (Вилаят Нохчийчоь)، هي ولاية ضمن إمارة القوقاز الإسلامية. تم تشكيلها في عام 2007 والتي كانت جمهورية الشيشان إشكيريا سابقاً.

## خلفية تاريخية
كانت بداية نوايا اتفصال جمهورية الشيشان اشكيريا غير معروفة لدى الحكومة الروسية في أواخر عام 1991 بقيادة جوهر دوداييف. بعد فوز الشيشان بالاستقلال الفعلي في عام 1996 عن روسيا الاتحادية في أعقاب حرب الشيشان الأولى، غزت روسيا الشيشان مجدداً في الحرب الشيشانية الثانية،  بدأ الروس الحكم المباشر للشيشان منذ مايو 2000. بدأ الروس بفقدان السيطرة على بعض الأقاليم، كانت جمهورية الشيشان اشكيريا لازالت موجودة في شكل مجموعة مناهضة للحكم الروسي تخوض حرب عصابات ضد قواتهم، في حين أن بعض الشيشانين نفّذوا هجمات ضد المدنيين في روسيا. لكن رغم ذلك فإن جمهورية الشيشان اشكيريا بدأت تضعف من جراء الصراع مع الروس في السنوات التالية، مخلفة العديد من الضحايا والانشقاقات بما في ذلك مقتل الرؤساء المتعاقبون، أصلان مسخادوف وعبد الحليم سعدلاييف. بعد وفاة سعدلاييف في يونيو 2006، تولى دوكو عمروف رئاسة الجمهورية خلفاً له.

## إعلان قيام إمارة القوقاز الإسلامية
في 7 أكتوبر 2007 أعلن عمروف رئيس الشيشان عن إنشاء إمارة القوقاز الإسلامية، والتي سعى من خلالها لتشكيل دولة إسلامية في شمال القوقاز. لاغيًا في نفس الوقت جمهورية الشيشان اشكيريا ومعوضًا عنها بإمارة القوقاز الإسلامية

## مشاكل قيادية
في أغسطس 2010 نُشر شريط فيديو على موقع مركز كافكاز تظهر دوكو عمروف معلنا استقالته عن منصب زعيم إمارة القوقاز وإعلان الشيشاني إسلام بيك فادالوف خلفا له. وأعقب هذا فيديو آخر في نفس الشهر يعرض عمروف وهو يتراجع عن القرار.
في أعقاب هذه الأحداث، تراجع العديد من قادة الشيشان من إمارة القوقاز الإسلامية مثل: طرخان غازييف وأبو أنس مهند وإسلام بيك فادالوف وحسين غاكاييف عن بيعتهم لعمروف. كما أُعلن أيضا في الفيديو انتخاب غاكاييف أمير للشيشان. وفق الشريعة الإسلامية

## وفاة عمروف والولاء لتنظيم الدولة الإسلامية
بعد وفاة زعيم إمارة القوقاز دوكو عمروف في عام 2013، أصبح علي أصلان بيتكاييف الرئيس الجديد لولاية نوخوشيشو.. وفي 15 مايو 2014 تم إصدار شريط فيديو على الإنترنت يظهر فيه بيتكاييف وقادة أخرون يؤدون البيعة للرئيس الجديد لإمارة القوقاز علي أبو محمد الداغستاني. وكان هذا أكبر اجتماع لمقاتلي الشيشان منذ عام 2011. وعلى الرغم من ذلك، ففي أواخر عام 2014 فإن العديد من قادة الشيشان بايعوا زعيم الدولة الإسلامية في العراق والشام (داعش) أبو بكر البغدادي. وفي يونيو 2015 أعلن أصلان بيتيكاييف مبايعة للبغدادي أيضًا.